# Cogollos de Guadix
Cogollos de Guadix es un municipio y localidad de España en la parte centro-sur de la comarca de Guadix, en la provincia de Granada, comunidad autónoma de Andalucía. Limita con los municipios de Guadix, Albuñán, Jérez del Marquesado y Lugros. Cogollos de Guadix está enclavado entre el río de Lugros y el barranco del Bernal, desarrollándose de forma radial a partir de la plaza definida por la ubicación de la iglesia, habiendo actuado ésta como límite del desarrollo urbano hasta la actualidad. Gran parte de su término municipal se encuentra dentro del parque natural de Sierra Nevada.

## Geografía
Ubicación
| Noroeste: Guadix               | Norte: Guadix             | Noreste: Guadix y Albuñán     |
| Oeste: Lugros                  | Puntos cardinales         | Este: Albuñán                 |
| Suroeste: Jérez del Marquesado | Sur: Jérez del Marquesado | Sureste: Jérez del Marquesado |

## Historia
Cogollos está situado en el límite norte del parque natural de Sierra Nevada, formando parte del espacio serrano que los árabes llamaron el Sened. No obstante, sus orígenes son mucho más antiguos: se sitúan en el Bajo Imperio Romano, época de la que han aparecido numerosas monedas y joyas. Otros historiadores defienden la tesis de que este asentamiento romano se estableció sobre otro anterior del periodo argárico, siempre en torno a sus yacimientos de hierro y cobre. Los Reyes Católicos tras conquistarla, la cedieron al marqués de Villena y bajo esa jurisdicción llegó hasta el siglo XIX cuando se suprimieron los señoríos. Fue refugio de los moriscos durante su sublevación y en consecuencia sufrió represión.

## Demografía
Cogollos de Guadix cuenta con una población de 639 habitantes (INE 2024).
| Gráfica de evolución demográfica de Cogollos de Guadix entre 1842 y 2021                                            |
| |
| Población de derecho según los censos de población del INE Población de hecho según los censos de población del INE |

## Economía

### Evolución de la deuda viva municipal
| Gráfica de evolución de Deuda viva del Ayuntamiento de Cogollos de Guadix entre 2008 y 2019                                |
| |
| Deuda viva del Ayuntamiento de Cogollos de Guadix en miles de Euros según datos del Ministerio de Hacienda y Ad. Públicas. |

## Administración y política
Los resultados en Cogollos de Guadix de las últimas elecciones municipales, celebradas en mayo de 2019, son:
| Elecciones Municipales - Cogollos de Guadix (2019) | Elecciones Municipales - Cogollos de Guadix (2019) | Elecciones Municipales - Cogollos de Guadix (2019) | Elecciones Municipales - Cogollos de Guadix (2019) | Elecciones Municipales - Cogollos de Guadix (2019) |
| Partido político                                   | Partido político                                   | Votos                                              | Votos                                              | Concejales                                         |
| -------------------------------------------------- | -------------------------------------------------- | -------------------------------------------------- | -------------------------------------------------- | -------------------------------------------------- |
|                                                    | Partido Popular (PP)                               | 307                                                | 56,96 %                                            | 4                                                  |
|                                                    | Partido Socialista Obrero Español (PSOE)           | 166                                                | 30,80 %                                            | 2                                                  |
|                                                    | Ciudadanos (Cs)                                    | 63                                                 | 11,69 %                                            | 1                                                  |

## Patrimonio

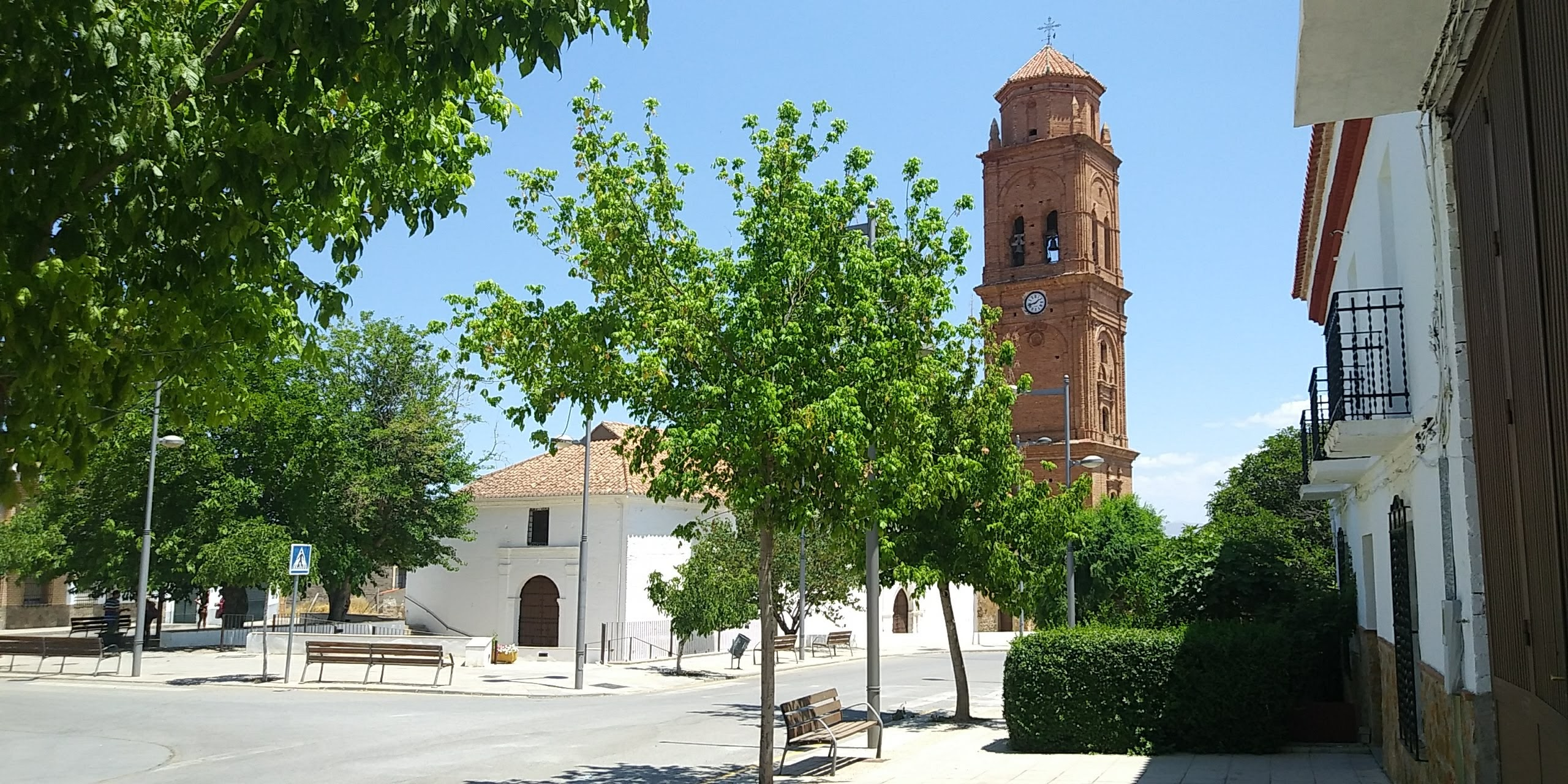
Cogollos de Guadix

En su sierra existen ruinas romanas. En el centro del pueblo existe un aljibe árabe del siglo XII. Destaca también la Iglesia de la Anunciación (1560), con un retablo barroco y una torre monumental, declarada Bien de Interés Cultural en la categoría de Monumento. La ermita de la Virgen de la Cabeza, es famosa por sus espléndidas vistas y la imagen de la Patrona. En la entrada del pueblo hay una cruz en memoria de aquellos que perecieron en la Guerra Civil.

## Cultura

### Fiestas
- La Carretá, una fiesta pagano-religiosa, se celebra los días 30 y 31 de diciembre.
- La Virgen de la Cabeza se celebra el último fin de semana de abril. Es una fiesta de Moros y Cristianos y atrae muchos visitantes.
- San Gregorio se celebra el 9 de mayo, día en el cual se reparten roscos bendecidos a todo el pueblo.
- San Agustín, el patrón de la localidad, se celebra a finales de agosto. Se realizan encierros y corridas de novillos.